# Kościelec (powiat Kolski)
Kościelec is een dorp in het Poolse woiwodschap Groot-Polen, in het district Kolski. De plaats maakt deel uit van de gemeente Kościelec en telt 1300 inwoners.

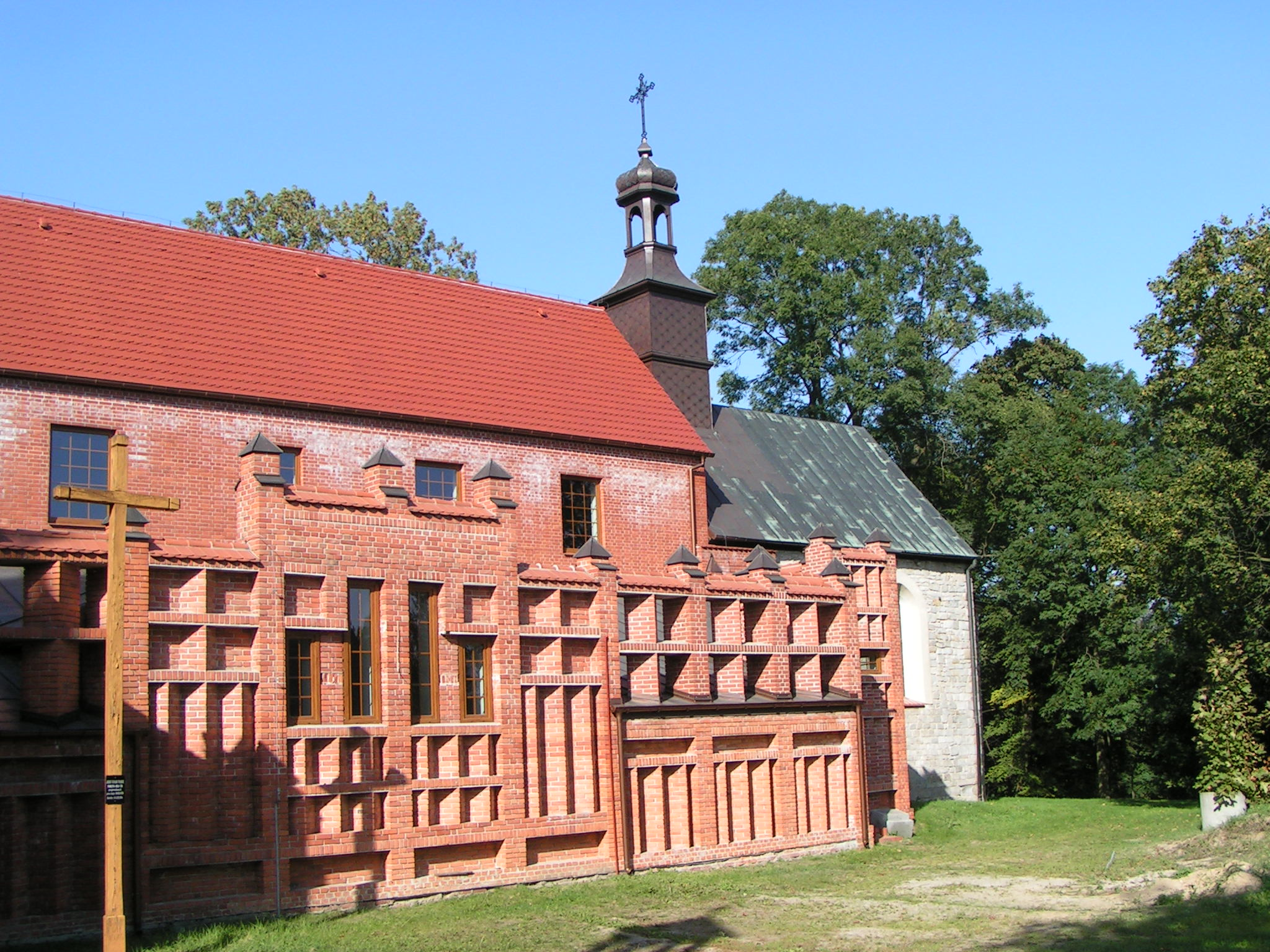
Kościół św.Andrzeja Apostoła